# 더 케치
《더 캐치》(영어: The Catch)는 2016년 3월 24일부터 2017년 5월 11일까지 ABC에서 방영된 미국의 코미디 드라마 텔레비전 시리즈이다.

## 개요
로스앤젤레스에서 민간 조사 업체를 운영하는 사립 탐정 앨리스는 약혼자에게 속아 고객 명단과 전 재산을 빼앗긴다. 앨리스는 그간 쌓아온 모든 것이 완전히 무너지기 전에 전 약혼자를 찾으려고 애쓰는 가운데 다양한 사건을 맡아 해결한다.
앨리스는 사건 의뢰를 하려고 찾아온 벤저민과 새로 사랑에 빠져 약혼한다. 하지만 벤저민의 정체는 앨리스의 고객들 돈을 훔쳐온 미스터 엑스이며, 국제 범죄 조직을 위해 일하는 일류 사기꾼으로 드러난다.

## 출연진
메인
- 미레이 이너스
- 피터 크라우저
- 소니아 월거
- 재키 이도
- 로즈 롤린스
- 알리미 밸러드
- 제이 헤이든
- 엘비 요스트
- 존 심